# Ginástica de trampolim nos Jogos Olímpicos de Verão de 2024 - Feminino
O evento feminino da ginástica de trampolim nos Jogos Olímpicos de Verão de 2024 foi realizada na Bercy Arena em Paris, França, em 2 de agosto de 2024. Um total de 16 ginastas de 13 Comitês Olímpicos Nacionais (CON) participaram do evento.

## Qualificação
Das 16 vagas disponíveis para o evento, cinco foram concedidas as ginastas mais bem classificadas no Campeonato Mundial de 2023 em Birmingham, no Reino Unido. Outras dez vagas foram atribuídas as melhores ginastas nas séries da Copa do Mundo de Trampolim de 2023–2024. Finalmente, uma quota continental foi atribuída ao Egito.

## Calendário
Horário local (UTC+2)
| Data        | Horário | Fase             |
| ----------- | ------- | ---------------- |
| 2 de agosto | 12:00   | Classificatórias |
| 2 de agosto | 13:50   | Final            |

## Medalhistas
| Ouro   | GBR Bryony Page             |
| Prata  | AIN Viyaleta Bardzilouskaya |
| Bronze | CAN Sophiane Méthot         |

## Resultados

### Classificatórias
As oito ginastas com as maiores pontuações (de duas rotinas) se classificam para a final. A maior pontuação está em negrito.
| Pos. | Ginasta                     | 1ª rotina | 2ª rotina | Maior pontuação | Notas |
| ---- | --------------------------- | --------- | --------- | --------------- | ----- |
| 1    | CHN Zhu Xueying             | 55.950    | 56.720    | 56.720          | Q     |
| 2    | AIN Viyaleta Bardzilouskaya | 56.340    | —         | 56.340          | Q     |
| 3    | CHN Hu Yicheng              | 56.270    | —         | 56.270          | Q     |
| 4    | AIN Anzhela Bladtceva       | 55.640    | 55.710    | 55.710          | Q     |
| 5    | GBR Bryony Page             | 54.970    | 55.620    | 55.620          | Q     |
| 6    | JPN Hikaru Mori             | 54.890    | 55.150    | 55.150          | Q     |
| 7    | NZL Maddie Davidson         | 54.740    | 53.910    | 54.740          | Q     |
| 8    | CAN Sophiane Méthot         | 54.640    | 53.160    | 54.640          | Q     |
| 9    | ESP Noemí Romero Rosario    | 17.340    | 54.250    | 54.250          | R1    |
| 10   | AZE Seljan Mahsudova        | 42.950    | 53.750    | 53.750          | R2    |
| 11   | GEO Luba Golovina           | 53.620    | 53.460    | 53.620          |       |
| 12   | FRA Léa Labrousse           | 53.220    | 52.990    | 53.220          |       |
| 13   | USA Jessica Stevens         | 53.170    | 52.450    | 53.170          |       |
| 14   | GBR Isabelle Songhurst      | 52.920    | 52.840    | 52.920          |       |
| 15   | BRA Camilla Gomes           | 42.920    | 50.580    | 50.580          |       |
| 16   | EGY Malak Hamza             | 9.090     | 9.650     | 9.650           |       |

### Final
As ginastas com as melhores pontuações (rotina única) conquistam as medalhas.
| Pos.              | Ginasta                     | Nota D | Nota E | Nota T | Nota H | Pen | Total  |
| ----------------- | --------------------------- | ------ | ------ | ------ | ------ | --- | ------ |
| Medalha de ouro   | GBR Bryony Page             | 15.000 | 16.400 | 15.580 | 9.500  |     | 56.480 |
| Medalha de prata  | AIN Viyaleta Bardzilouskaya | 14.400 | 16.000 | 16.560 | 9.100  |     | 56.060 |
| Medalha de bronze | CAN Sophiane Méthot         | 15.000 | 15.600 | 15.250 | 9.800  |     | 55.650 |
| 4                 | CHN Zhu Xueying             | 14.400 | 16.500 | 15.710 | 8.900  |     | 55.510 |
| 5                 | AIN Anzhela Bladtceva       | 14.400 | 16.000 | 15.420 | 9.200  |     | 55.020 |
| 6                 | JPN Hikaru Mori             | 15.000 | 15.200 | 15.740 | 8.800  |     | 54.740 |
| 7                 | NZL Maddie Davidson         | 14.000 | 15.100 | 15.930 | 9.200  |     | 54.230 |
| 8                 | CHN Hu Yicheng              | 3.200  | 3.300  | 3.390  | 1.900  |     | 11.790 |